# 岐山镇
岐山镇，是中华人民共和国湖南省衡陽市衡南县下辖的一个乡镇级行政单位。
2021年5月26日，经湖南省人民政府批准，省民政厅批复同意鸡笼镇更名为岐山镇。

## 行政区划
岐山镇下辖以下地区：
马桥社区、笑一塘社区、鸡笼村、春光村、赤堰村、中山村、泉边村、栋塘村、五星村、赐山村、井边村、大塘村、花山村、永兴村、日光村、叶江村、双溪村、灯塔村、长康村、太平村、新文村、石堰村、中心村、泉口村、团集村、朝阳村和大江村。